# Myzomèle à tête rouge
Vous lisez un « bon article » labellisé en 2013.
Myzomela erythrocephala
Espèce
Statut de conservation UICN

 LC  : Préoccupation mineure
Le Myzomèle à tête rouge (Myzomela erythrocephala) est une espèce de passereaux de la famille des Meliphagidae. Il mesure en moyenne 12 cm de long, a une queue courte et un bec relativement long incurvé vers le bas. Le mâle se distingue de la femelle par une tête rouge vif, des parties supérieures marron foncé et des parties inférieures gris-brun plus pâles. La femelle a quant à elle un plumage très majoritairement gris-brun. Le Myzomèle à tête rouge vit dans les mangroves tropicales à subtropicales. Il est très actif lorsqu'il cherche sa nourriture dans la canopée, allant de fleur en fleur, se nourrissant de leur nectar et attrapant des insectes au vol. Il chante constamment lorsqu'il se nourrit. Bien que l'on ne connaisse pas très bien le comportement sexuel de l'espèce, il a été observé fabriquant de petits nids en forme de coupe et y pondre deux ou trois œufs ovales, de couleur blanche avec de petites taches rouges.
Le Myzomèle à tête rouge se rencontre en Australie, aux îles Aru et en Nouvelle-Guinée. Deux sous-espèces sont reconnues, une troisième ayant été élevée au rang d'espèce à part entière, le Myzomèle de Sumba (Myzomela dammermani). Le Myzomèle à tête rouge est présent dans une vaste partie de la côte septentrionale de l'Australie, mais n'y est pas très abondant. Bien qu'une sous-espèce soit considérée comme « quasi-menacée », son aire de répartition suffisamment étendue fait que l'espèce dans son ensemble n'est pas réellement en danger.

## Description

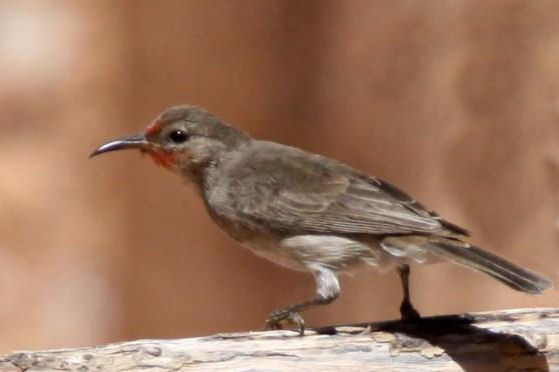
Femelle perchée sur une branche de Melaleuca.

Le Myzomèle à tête rouge est un petit méliphage au corps compact, muni d'une courte queue et d'un bec relativement long, incurvé vers le bas. Il mesure en moyenne 12 cm, avec une envergure de 17 à 19 cm et un poids de 8 g. Les mâles sont légèrement plus gros et sont colorés plus vivement que les femelles.
Le mâle adulte a une tête, une gorge, une nuque et le haut du dos rouge foncé, brillant et reflétant la lumière. Le reste du dos est brun foncé, tandis que le haut de la gorge et toutes les parties inférieures de l'oiseau sont d'un gris-brun pâle. Le bec est noir ou brun noirâtre, et présente une bande noire au niveau du lore qui part du bec pour former un fin anneau autour des yeux. La femelle a une tête et une nuque gris-brun, avec le front et le menton rose-rougeâtre. Le reste du corps de la femelle est gris-brun, prenant une teinte plus foncée sur les ailes et plus claire sur la gorge et le ventre. Une étude a observé un lien entre la couleur du bec de la femelle et son cycle de reproduction, les animaux présentant un bec ivoire ayant des plaques incubatrices bien développées. Les jeunes ont une coloration semblable à celle des femelles, avec une tache jaune pâle sous la mâchoire inférieure. Les mâles gardent cette coloration jusqu'à l'âge de trois mois, avant de prendre leurs couleurs définitives. La sous-espèce infuscata est similaire en apparence à la sous-espèce nominale, mais présente une couleur rouge qui s'étend plus loin dans le dos. Le Myzomèle de Sumba (M. dammermani), autrefois considéré comme conspécifique du Myzomèle à tête rouge, est légèrement plus petit et présente des parties supérieures plus foncées et une large bande pectorale noire.

## Comportement

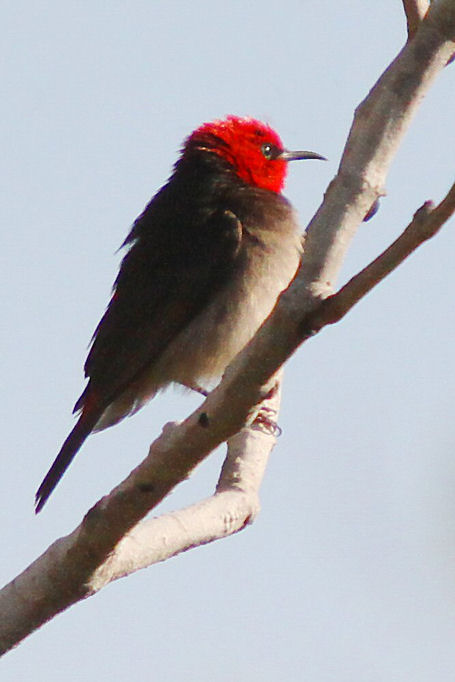
Un mâle surveillant les alentours.

### Cri
Le Myzomèle à tête rouge a une grande variété de cris et de chants, principalement métalliques. Son chant est décrit dans la littérature anglophone comme un tchwip-tchwip-tchwip-tchwip agrémenté d'un léger cri de contact swip-swip-swip-swip et d'un grondant charrk-charrk.

### Alimentation
Le Myzomèle à tête rouge est un oiseau arboricole, qui se nourrit dans les fleurs et parmi le feuillage de la mangrove et de divers autres arbres. Pour se nourrir, il sonde les fleurs avec son long bec incurvé pour en extraire le nectar, attrape les insectes en l'air et les glane sur les feuilles. Il se nourrit préférentiellement dans diverses espèces de mangroves et est dans le Nord-Ouest de l'Australie le principal pollinisateur de Bruguiera exaristata, même s'il se nourrit également dans les Melaleuca et d'autres espèces des forêts côtières. Il a été observé s'alimentant dans des plantations de Callistemon et de Grevillea dans les jardins de Darwin.

### Comportement social
Bien que l'organisation sociale du Myzomèle à tête rouge soit relativement peu connue, on sait qu'il vit habituellement seul ou en couple, voire parfois en groupes avec des Méliphages brunâtres (Lichmera indistincta) et d'autres oiseaux qui se nourrissent dans les mangroves comme le Rhipidure à ventre chamois (Rhipidura rufiventris) et le Zostérops à ventre jaune (Zosterops luteus). C'est un oiseau curieux ; il répond volontiers aux chants diffusés par les ornithologues (technique dite de pishing), se rapprochant de l'appelant pour identifier la source du bruit et pour avertir l'intrus. Il chante toute la journée lorsqu'il s'alimente, les mâles chantant sur des branches bien exposées dans la canopée
Le Myzomèle à tête rouge défend activement les arbres dans lesquels il se nourrit, en fonçant bec en avant sur les intrus, en réponse à une menace ou pour chasser des concurrents. Il est très hostile même à l'égard de ses congénères. Les combats entre mâles voient les deux individus s'accrocher en l'air, avant de lâcher prise en tombant quand ils ne sont plus qu'à quelques centimètres du sol.

### Reproduction

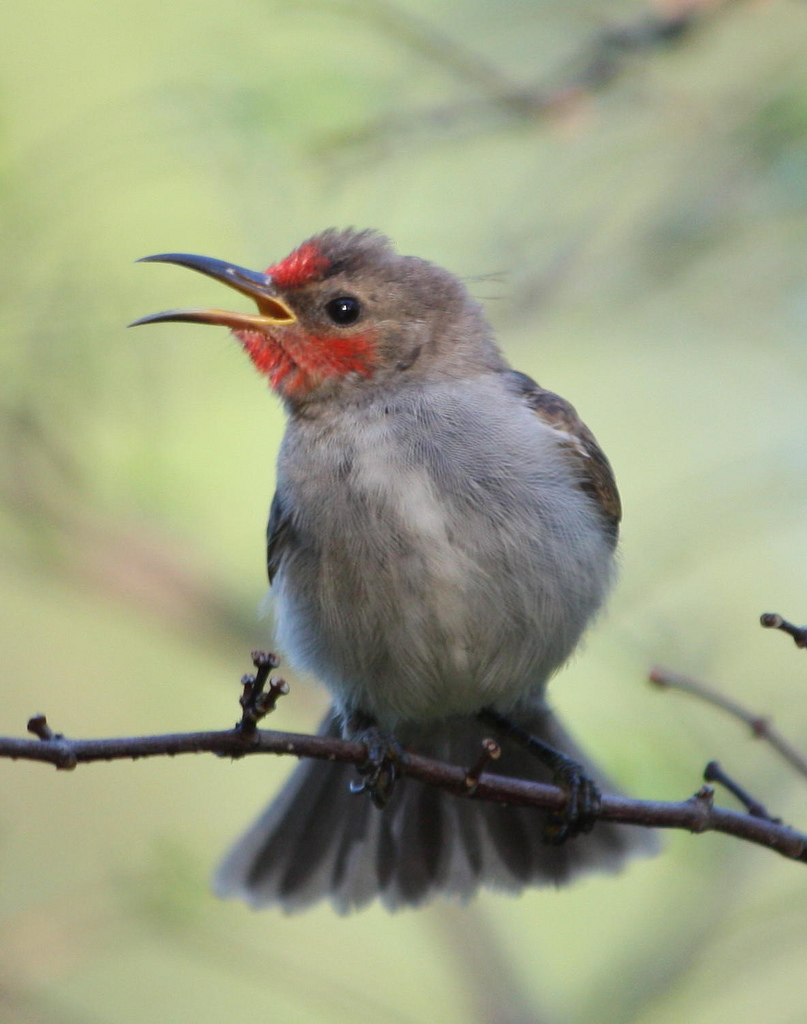
Jeune mâle.

Seules quelques études scientifiques existent sur la reproduction du Myzomèle à tête rouge et les détails sont mal connus, notamment la période exacte de reproduction. Une étude portant sur une population située dans l'Ouest du Kimberley a révélé que les animaux occupaient les territoires alloués à la reproduction durant la saison sèche et se dispersaient par la suite. Le nid est bâti dans le feuillage de la mangrove, suspendu à une fourche horizontale, environ entre 6 et 10 m du sol ou de l'eau. Le nid est petit et en forme de coupe, bâti à partir de petits bouts d'écorce, de feuilles, de plantes fibreuses et parfois d'algues, liés ensemble par des toiles d'araignées et tapissé de matériaux plus fins. Il mesure 3,7 cm de profond et 5,4 cm de diamètre en moyenne.
Les œufs mesurent 15,1 × 11,8 mm. Ils sont ovales, lisses et blanc lustré avec de petites taches rouges à leur extrémité la plus large. La couvée se compose généralement de deux à trois œufs. On ne dispose pas d'informations fiables sur l'incubation et l'alimentation des jeunes, mais les deux parents semblent participer à ces deux activités.

## Répartition et habitat

Répartition géographique du Myzomèle à tête rouge.

Le Myzomèle à tête rouge vit sur la côte septentrionale de l'Australie-Occidentale, du Territoire du Nord et du Queensland. On le rencontre également sur les côtes du Kimberley et de diverses autres îles d'Australie-Occidentale ou du Territoire du Nord, comme l'île Melville ou dans le groupe d'îles de Sir Edward Pellew. Il est bien répandu le long du golfe de Carpentarie et dans la péninsule du cap York. La sous-espèce M. e. infuscata peut être observé aux îles Aru ainsi que dans diverses zones de la province de Papouasie et dans le Sud de la Papouasie-Nouvelle-Guinée,.
Le Myzomèle à tête rouge est présent sur une vaste aire géographique, mais il n'est pas très abondant dans cette zone. La densité d'oiseaux la plus importante observée est de 5,5 oiseaux par hectare à Palmerston, dans le Territoire du Nord. Le nombre d'oiseaux atteint un pic dans la mangrove des environs de Darwin Harbour durant la saison sèche et le début de la saison des pluies, alors que Ceriops australis est en fleur et que les femelles sont en période de reproduction. On ne comprend pas encore très bien les déplacements de ces oiseaux, qui sont parfois décrits comme migratoires, nomades ou résidents. Des variations d'effectifs ont en effet été observées, notamment suivant la floraison de certaines espèces comme les arbres de la mangrove et les Melaleuca, particulièrement appréciés comme source de nourriture. Un oiseau a été recapturé après avoir été bagué cinq ans auparavant, à 27 km du point de première capture. La présence de l'espèce sur de nombreuses îles montre sa capacité à pouvoir traverser de vastes étendues d'eau.
Le Myzomèle à tête rouge vit principalement dans les mangroves des côtes bénéficiant de la mousson, notamment près de fourrés de Rhizophora, Bruguiera et Avicennia, le long des îles ou dans les deltas. On le trouve également dans des fourrés de Melaleuca en bordure de mangroves, notamment dans les fourrés de Melaleuca leucadendra. C'est un oiseau très bien adapté à la mangrove, cette spécialisation étant certainement apparue lorsque l'Australie est devenue plus aride et que les populations d'oiseaux sont devenues dépendantes des mangroves, les autres types de forêts ayant disparu. La mangrove fournit au myzomèle nectar et insectes ainsi qu'un abri et des sites pour faire son nid. Il y bénéficie donc de tout ce dont il a besoin tout au long de l'année.
En Australie, la mangrove forme une mince frange de végétation discontinue le long de plusieurs milliers de kilomètres de côte, qui accueille divers oiseaux très bien adaptés à cet habitat. La plage d'Eighty Mile Beach ne dispose ni de mangrove, ni de forêt de Melaleuca, ce qui réduit ses chances d'être colonisée par des nectarivores. Elle marque la limite méridionale de la répartition du Myzomèle à tête rouge en Australie-Occidentale.

## Taxinomie et systématique
Myzomela erythrocephala est décrit pour la première fois par John Gould en 1840, à partir de spécimens collectés à King Sound, au Nord-Ouest de l'Australie. Deux sous-espèces sont distinguées :
- M. erythrocephala erythrocephala Gould, 1840, la sous-espèce type, vit dans le Nord de l'Australie et sur les îles avoisinantes[10] ;
- M. erythrocephala infuscata W. A. Forbes, 1879, décrite par le zoologiste britannique William Alexander Forbes en 1879, peuple la Nouvelle-Guinée, les îles Aru et les îles du détroit de Torrès[10].

Une troisième sous-espèce, connue sous le nom de M. erythrocephala dammermani Siebers, 1928, a été décrite par Hendrik Cornelis Siebers en 1928. Elle a depuis été élevée au rang d'espèce à part entière : c'est le Myzomèle de Sumba (M. dammermani),.
Le Myzomèle à tête rouge appartient au genre Myzomela qui inclut deux autres espèces australiennes, le Myzomèle écarlate (M. sanguinolenta) que l'on trouve dans l'Est du pays et le Myzomèle ombré (M. obscura) présent dans le Nord. Il appartient à la famille des Meliphagidae. Une étude génétique de 2004 portant sur des analyses de l'ADN mitochondrial et nucléaire des méliphages a montré qu'il était un proche parent, en plus du Myzomèle de Sumba (M. dammermani), du Myzomèle écarlate et du Myzomèle cardinal (M. cardinalis), bien que seulement cinq des trente membres du genre Myzomela aient été étudiés. Des analyses moléculaires ont montré que les méliphages étaient apparentés aux Pardalotidae, aux Acanthizidae et aux Maluridae dans une grande super-famille des Meliphagoidea. Comme le Myzomèle à tête rouge est présent sur plusieurs îles au large de l'Australie et peut traverser de grandes étendues d'eau, la sous-espèce originale pourrait être apparue dans le Nord-Ouest de l'Australie.
Le nom générique de l'espèce vient de l'ancien grec myzo signifiant « sucer » et μέλι, méli, signifiant « miel ». Il se réfère donc à l'alimentation de ces oiseaux à partir du nectar. Le terme erythrocephala vient lui du grec ancien ἐρυθρός, érythrós, voulant dire « rouge » et κεφαλή, képhalế, pour « tête ».

## Menaces et protection
M. e. erythrocephala est classé comme étant de préoccupation mineure sur la liste rouge de l'UICN car sa population est bien répandue. Toutefois, la sous-espèce Myzomela e. infuscata est classée comme « quasi-menacée ». La population australienne de cette sous-espèce se cantonne à trois îles représentant environ 100 km2. Il n'y a pas de menace immédiate pour le Myzomèle à tête rouge, à l'exception de celui d'une possible montée du niveau de la mer qui conduirait à inonder certaines îles, mais il est tout de même recommandé de promouvoir l'écotourisme sur la côte tropicale, qui permettrait de mieux surveiller la sous-population et conserver l'habitat en offrant la possibilité à des amateurs d'ornithologie de voir les oiseaux.